# 陳婉嫻
陳婉嫻，GBS，JP（1946年11月15日—）生於廣東寶安，港區全國政協委員，前香港立法會議員，選舉組別為區議會（第二）功能界別（俗稱「超級區議會」）。從事勞工社會工作數十年，為香港工會聯合會會務顧問，同時擔任香港百貨及商業僱員總會監事長。2018年被香港特別行政區政府委任為婦女事務委員會主席。2020年10月獲頒金紫荊星章。

## 背景
陳婉嫻有四兄弟姊妹
，於1946年出生於廣東寶安南頭，因為當時國共內戰爆發，所以全家隨著難民潮湧入香港。她畢業於灣仔機利臣街2號海陸豐公學，後來於新僑中學完成中一課程後因為家貧而停學一年，並以半工讀身份在灣仔澤群中學附屬的函授部讀至中學畢業。其後分別在香港理工大學及香港管理學會、廣東省科研大學和英國華威大學修畢工商管理高級文憑、哲學系以及一年制勞工碩士課程。陳婉嫻在16歲時成為工聯會會員，任職工聯會秘書。1988年她當選東區區議員，1991年由王國興接任其職。1994年被國務院委任為港事顧問。1995年她參選香港立法局，在九龍東北選區當選，為民建聯首次參選地區直選中，地方選區當選的僅两位立法局議員之一（另一人为新界北选区的張漢忠）。

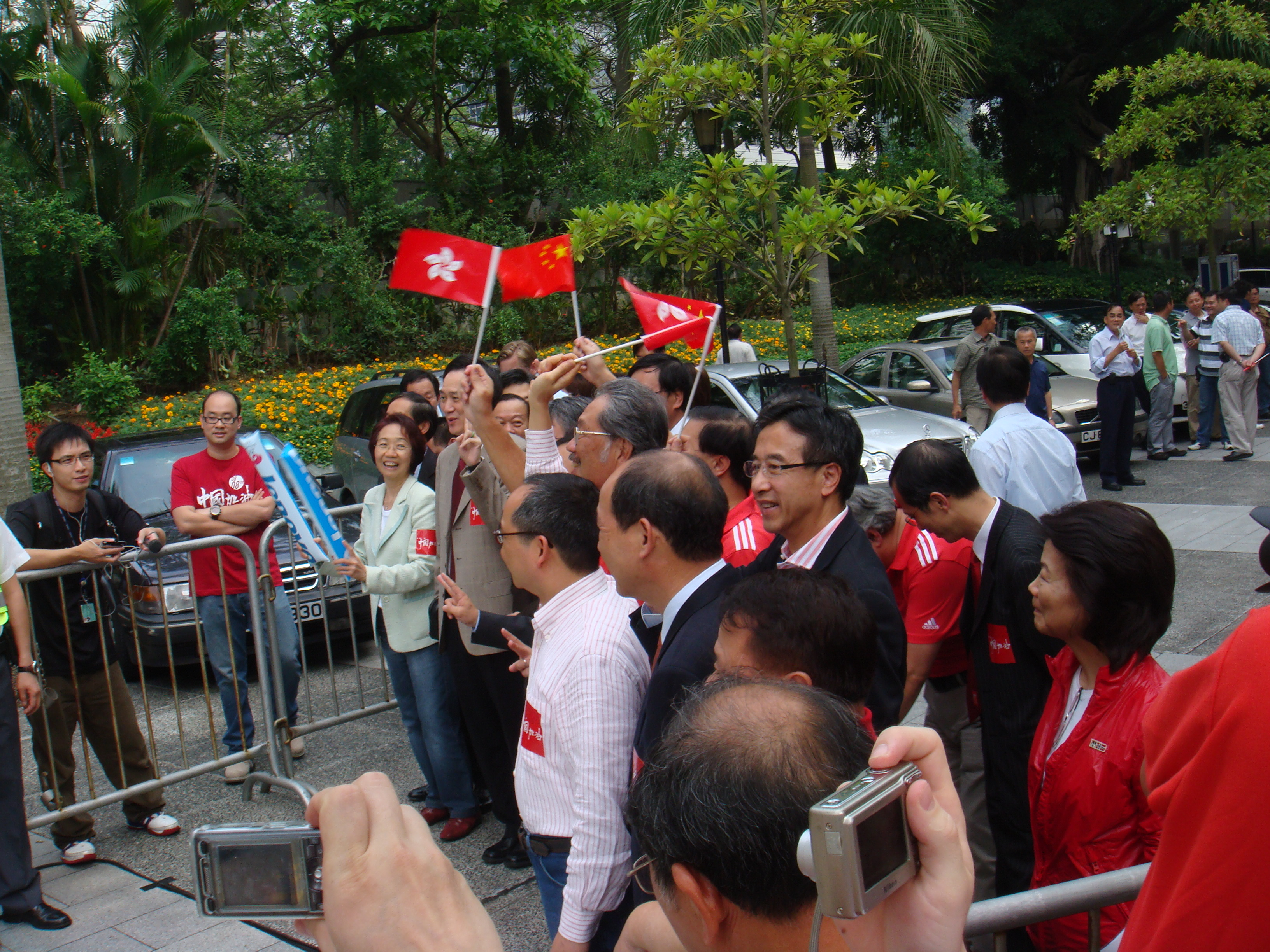
陳婉嫻出席2008年夏季奧林匹克運動會香港區火炬接力活動

她在香港主權移交前即出任臨時立法會議員，并在主權移交后第一至第三屆立法會分区直选议席选举中当选議員。

### 立法會選舉
2000年香港立法會選舉，在九龍東選區，建制派的民建聯與民主派的民主黨只有陳婉嫻名單與司徒華名單。
2004年香港立法會選舉，與民建聯陳鑑林分拆名單參選，選前民調顯示，因香港商業電台續牌風波中的當事人鄭經翰空降參選，使民建聯陳鑑林形勢危急，結果引致選情一夕逆轉，她的名單得票變成五張當選名單之末。自此與民建聯漸行漸遠。
2008年香港立法會選舉，她排在工聯會理事長黃國健名單第二名，保送黄國健當選。
2011年香港區議會選舉前，陳婉嫻正式退出民建聯。黃大仙區議員林文輝為其讓路，讓她參選黃大仙區議會（龍上），最後以3,456票當選，成為該屆選舉中得票最高的女性當選者。
2012年香港立法會選舉，陳婉嫻競選新增的區議會（第二）功能組別，競逐超級議席，結果以246,196票當選，得以重返立法會。
2014年，立法會在審議男士侍產假草案上，陳婉嫻強調對任何有關侍產假的修訂都會支持，但不會投票。 
2016年，陳婉嫻宣布不再參選立法會，結束其21年的立法機關服務生涯。她主要是兌現因政改方案被否決，而她曾立下契約若方案被否決則不再連任的承諾。
2018年，被香港特別行政區政府委任為婦女事務委員會主席。

## 爭議事件

### 肖友懷事件
2015年，一名年近70歲的婦人周紹璇聲稱其12歲的外孫肖友懷因遭父母遺棄，於三歲時以「雙程證」由中國大陸來港後，違法逾期在港居留，也未有替其辦理身份證明及居留權，因此亦未安排男童接受教育。近日因受到15歲無證少女跳樓身亡事件影響，擔心悲劇重演下與非法居港長達九年的孫兒，在陳婉嫻及律師陪同下自首，警方遂以三項罪名將她拘捕，包括違反《教育條例》及教唆他人逾期居留等。男童則成功獲當局發出臨時身份證明書（俗稱「行街紙」），短期內可留港，或可在港接受教育。事件引起社會極大迴響及爭議，有輿論擔心若先例一開，便可能令同類事件湧現，使香港的入境管制和法治制度崩潰。但亦有聲音認為今次屬個別事件，應以人道立場讓男童居港。

### 以六七暴動與旺角騷亂比較
2016年農曆新年旺角發生騷亂，涉事者本土民主前線前發言人梁天琦被控暴動等罪，後來他在2018年被裁定暴動罪罪成。陳婉嫻於《am730》專欄談及事件，她批評梁「搞出人命」，針對自己國家，沒「包容」餘地：「出於愛護國家，保護民族，對抗敵人的衝動，利益歸於人民，是可以理解和接受；但當衝動是針對自己民族，自己國家，又或是被有心人煽動，傷害人民，則沒有包容的餘地。」她認為旺角騷亂不能與1967年發生的六七暴動所比：「當時社會腐敗，殖民地當權者的壓迫充斥着歧視、欺壓，前輩們的出發點是貧苦大眾的利益……我知道，有些人刻意用當年今日作比較，但如果持平一點，看看事實，兩者本質絕對不同。」。
普羅政治學苑主席、前香港立法會議員黃毓民對陳婉嫻的言論作出評論：「所有參與六七暴動的人，都是受共匪煽惑的暴徒，他們幹的是殺人放火，傷害人民的勾當……六七暴動是毛澤東為了權力鬥爭而造成的「十年浩劫」禍延香港，殺害香港人民，秉諸良心理性的香港人對此才是『沒有包容的餘地』。」
建制派民建聯主席李慧琼在被問及對陳婉嫻相關言論的看法時以未看過對方言論為由，拒絕評論。
香港傳媒人、六七暴動紀錄片《消失的檔案》的導演羅恩惠說，當年六七暴動，很多工友都是聽從工聯會號召去參與，令工友「妻離子散、失去工作，甚至入獄，影響一生」。她續指，六七暴動之所以叫「暴動」是具客觀標準：「1100多個炸彈，每個炸彈都是會害死人的。你工聯會號召的人，有的甚至炸死自己……但旺角騷亂那些人就是暴徒？」她又指出，因六七暴動中的工友都是受工聯會鼓動，而且炸彈威力強勁，當年香港更不時宵禁，又指出在旺角騷亂的地區有很多金舖，但沒搶劫案發生，批評「往基層市民的地方如健康院、戲院扔炸彈的犯下滔天罪行的工聯會」沒有資格跟別人解釋甚麼是暴動，又表示「『正牌暴徒』有甚麼面目指摘年青人？」。

## 外部連結
- 陳婉嫻的小學學生照，《名人說母校》，1994年 （页面存档备份，存于）